# Gérard Swertvaeger
Gérard Swertvaeger (Thuit-Hébert, 26 de juliol de 1942) va ser un ciclista francès. Com amateur va guanyar una medalla de bronze al Campionat del món en contrarellotge per equips de 1965.